# Kanton Ajaccio-3
Ajaccio-3 is een kanton van het Franse departement Corse-du-Sud. Het kanton maakt deel uit van het arrondissement Ajaccio. Het telde 17.483 inwoners in 2021.
Het kanton omvat uitsluitend een deel van de gemeente Ajaccio.
Bij de herindeling van de kantons door het decreet van 24 februari 2014, met uitwerking op 22 maart 2015 werd de indeling van de kantons binnen Ajaccio gewijzigd.